# باشگاه فوتبال اشدود
باشگاه فوتبال اشدود (به عبری: מועדון ספורט אשדוד، به زبان ورزشی باشگاه اشدود)، که معمولاً به عنوان ام اس اشدود (מ.ס. אשדוד، به زبان انگلیسی: Mem Samekh Ashdod) شناخته می‌شود، یک باشگاه  فوتبال حرفه‌ای در شهر اشدود اسرائیل است.  نام غیرمعمول این تیم برخلاف اکثر تیم‌های فوتبال اسرائیل،  فقط نشان‌دهنده شهر اصلی باشگاه بدون هیچ انجمن ورزشی یهودی خاصی مانند هاپوئل، مکابی یا بیتار است . این تیم حاصل اتحاد دو رقیب شهری، هاپوئل اشدود  و مکابی ایرونی اشدود در سال ۱۹۹۹ است .این باشگاه در حال حاضر در لیگ برتر فوتبال اسرائیل (لیگات هال) بازی می کند.